# José Patiño Rosales
Pour les articles homonymes, voir Patiño (homonymie) et Rosales (homonymie).
José Patiño Rosales, né à Milan (alors possession espagnole) le 11 avril 1666 et mort à La Granja (province de Ségovie) le 3 novembre 1736, est un homme d'État espagnol durant le règne de Philippe V d'Espagne, secrétaire d'État de 1734 à 1736.

## Famille et jeunesse

### Ses parents
Le père de José, Lucas Patiño de Ibarra, noble d'origine galicienne, est marquis de Castellar, membre du Conseil Privé et Veedor General del Ejército, Inspecteur Général des troupes espagnoles stationnées dans le duché de Milan, alors possession espagnole. Sa mère, née Beatriz de Rosales y Facini, lui légua son nom de famille suivant l'usage espagnol.
La famille Patiño avait pris parti pour les Bourbons et contre les Habsbourgs dans la lutte qui opposait ces deux dynasties pour le choix d'un successeur au roi d'Espagne Charles II.
Le frère de José, Baltasar (Milan 1667 - Paris 1763) fut intendant général d'Aragon, puis secrétaire d'État de la Guerre. Disgracié en 1725, il revint en grâce en 1726, et fut nommé ambassadeur d'Espagne à Paris, où il chercha à contrecarrer la politique du cardinal Fleury.

### Sa jeunesse
Destiné à la prêtrise, José fait de solides études de théologie. Il fait partie, pendant 11 ans, de la Compagnie de Jésus, puis quitte les ordres. Il fut présenté à Philippe V en 1702 après la bataille de Luzzara (en Émilie, les franco-espagnols y battirent les autrichiens du Prince Eugène). Patiño, qui avait obtenu une charge au Sénat de Milan, rentra en Espagne quand, à la fin de la Guerre de Succession d'Espagne, les Espagnols durent appliquer les clauses du traité d'Utrecht (1713) et évacuer l'Italie : le Milanais, Naples et la Sardaigne (et les Pays-Bas) allaient à l'Autriche - et le Duc de Savoie récoltait la Sicile.

## Premières armes dans le corps administratif de Philippe V
Patiño fut d'abord nommé membre du "Conseil des Ordres Militaires" par le roi Philippe V (1707).

Il fut ensuite nommé Intendant d'Estrémadure. À ce poste de haute responsabilité, Patiño géra de son mieux les désastres de la guerre de Succession d'Espagne dans la Provincia de Extremadura et essaya d’atténuer à Càceres comme à Badajos les souffrances de la population. Le flux et reflux des troupes Franco-Espagnoles (commandées par Berwick) et des troupes Anglo-Portugaises (menées par Schoemberg) avait en effet dévasté cette province limitrophe du Portugal.

### Activité importante (et controversée) en Catalogne
Nommé ensuite président ("intérimaire") de la Junta de Justicia y Gobierno de Cataluña de 1714 à 1716, Patiño va s'appliquer, en grand commis de l'État et en bon serviteur du roi (et suivant l'exemple du conseiller royal Jean Orry) à y abolir le particularisme et à en "castillaniser" les institutions.
Le pouvoir central avait bien choisi son moment : Aragon et Valence étant aux mains de Philippe V depuis la bataille d'Al Mansa (1707), à la fin de la Guerre de Succession, Barcelone assiégée était prise (1714), Majorque reconquise (1715) et la Catalogne qui avait pris le parti des Habsbourg était à terre.
Barcelone en particulier avait beaucoup souffert : prise aux partisans des Habsbourg en avril 1706 par Philippe V et le maréchal Tesse (qui avait appliqué une politique de terreur en Catalogne comme en Aragon) - puis reprise par les Anglais (qui d'ailleurs avaient pris Gibraltar le 25 aout 1704, et gardèrent el Peñon, le Rocher, par la suite…), la capitale de la Catalogne était finalement tombée aux mains des Franco-Espagnols le 12 septembre 1714, après un siège long et féroce.
Patiño d'une part géra l'occupation en mettant sous séquestre les biens des partisans des Habsbourg et en revivifiant le commerce local - et d'autre part s'attacha à la fois à réformer durablement les institutions catalanes, et à drainer vers les coffres royaux les impôts de la riche Catalogne.
Il créa le Real Catastro (Cadastre Royal), compilation de tous les biens fonciers des Catalans, ceux de l'Église étant exemptés sous certaines conditions d'antériorité. Cette innovation sans précédent en Espagne devait permettre à l'administration de l’Hacienda une levée de l'impôt régulière et sans contestation possible car fondée sur documents et archives.
Évidemment le passage des arpenteurs royaux sur leurs terres et les investigations sur la valeur agricole de chaque parcelle indisposa fortement les Catalans. Des questionnaires à remplir avaient même été envoyés dans chaque paroisse. Les propriétaires cherchèrent avec ensemble à éluder les investigations, à minorer la valeur foncière des biens, ou à attribuer la propriété de telle ou telle parcelle à un de leurs parents ecclésiastiques. Mais quand le montant du nouvel impôt foncier, prétendu équivalent à celui que payaient déjà les Castillans, fut connu (il s'élevait à un million et demi de pesos), la révolte gronda. Finalement le montant de l'impôt foncier exigible fut diminué de moitié.
Surtout, Patiño inspira au pouvoir central les décrets de Nueva Planta (in extenso : Nueva Planta de la Real Audiencia del Principado de Cataluña establecido por Su Majestad…) qui tend à éliminer les institutions traditionnelles de la Catalogne.
Patiño a laissé aux Catalans le souvenir d'un administrateur centralisateur qui, héritier de l'esprit des vainqueurs de la Bataille des Comuneros (1521), a cherché à annuler les privilèges et libertés (les fueros) qui leur restaient, et de plus a voulu imposer chez eux l'usage du castillan aux dépens de la llengua catalana (cf note I). Ces atteintes à l'autonomie culturelle, législative et économique des Catalans entraînèrent une exaspération des mouvements fueristes qu'Alberoni eut à réduire, en particulier en 1720.

### Restauration de la Marine Espagnole
Nommé par la suite (1717) Intendant Général de la Marine, sur recommandation du cardinal Giulio Alberoni alors tout puissant, Patiño s'inspira de Colbert et entama des réformes décisives sur le modèle français : son "Ordenanza de la Armada" (Ordonnance pour la Flotte de guerre), touchait tant les galères de Méditerranée que les escadres de l'Atlantique et les galions du Pacifique. Patiño Rosales ressuscita la puissance navale espagnole en dotant l’Armada de 31 vaisseaux de ligne (10 armés de 70 canons, et 21 armés de 60 canons), 15 frégates, et d'un grand nombre de petites unités.
Il créa sur le modèle français l'école des Caballeros Guardamarinas (aspirants-officiers de marine).
Il favorisa le développement du port atlantique de Càdiz Cadix en y transférant la Casa de Contratación (Administration et Archives des Colonies), située à Séville depuis près de deux siècles - et en construisant des arsenaux : à Carthagène, El Ferrol, Puntales, ainsi que celui de La Carraca à San Fernando (au sud de Cadix).
La Marine espagnole reconnaissante a lancé en 1994, justement à El Ferrol, le Patiño, un gros B.A.C. (Buque de Abastecimiento de Combate, Bateau d'Approvisionnement de Combat), de 170 m de longueur HT et 17045 T en charge, qui perpétue l'esprit du ministre José Patiño Rosales dont la devise était d'ailleurs : « Venu pour servir, et non pour être servi ». Sur cet entrepôt flottant (qui peut cependant voguer à 20 nœuds) une infirmerie de dix lits et un bloc opératoire rappellent que Patiño s'est penché aussi, et en précurseur, sur le sort des malades et blessés de guerre. Sort qui à l'époque était plutôt confié, après les premiers soins par le chirurgien du bord, à la bonne nature et aux saints ad hoc.

### Au début de son exercice
Patiño chercha à appliquer de son mieux (sans doute à son corps défendant, car il connaissait les faiblesses de l'Espagne) les consignes aventureuses du cardinal Giulio Alberoni qui cherchait à satisfaire les désirs de la deuxième épouse de Philippe V : Elisabeth Farnèse régnait en lieu et place de Philippe V et voulait à tout prix reconquérir pour ses héritiers les territoires que l'Espagne possédait en Italie avant les traités d'Utrecht et de Rastadt (1714). Patiño Rosales s'appliqua à organiser les débarquements espagnols en Sardaigne (1717), puis en Sicile (1718), et à réparer les conséquences d'une défaite navale majeure de la Guerre de la Quadruple-Alliance : la bataille du cap Passaro (11 août 1718).
Après que la conspiration de Cellamare et du Duc du Maine contre le Régent eut été déjouée, l'Espagne vaincue, Alberoni désavoué et renvoyé (1719), Patiño Rosales chercha alors (en 1720, en Navarre) à limiter les effets des réactions de la France et de la Grande-Bretagne, qui s'étaient unies contre les prétentions de la reine d'Espagne.
Philippe V abdiqua en 1724, laissant le pouvoir à son fils Louis, mais celui-ci mourut quelques mois plus tard. Philippe V entama alors son second règne, qui ne fut ni plus énergique ni plus réaliste que le premier, mais il aura le bonheur de pouvoir confier les rênes du pouvoir à Don José Patiño

## Premier ministre de Philippe V de 1726 à 1736

### Legobierno ilustrado
Le gobierno ilustrado (cf note II) de Patiño fut un heureux changement à la tête de l'Espagne, après les bévues du présomptueux et brouillon Alberoni, puis l'intermède joué par l'aventurier Ripperdá dont los Reyes (le couple royal) s'étaient entichés. Il est juste de convenir que Patiño bénéficia de circonstances favorables : d'une part le terrain avait été préparé par Alberoni, et d'autre part, Elizabeth Farnèse (qui comme lui venait de Parme, ce qui facilitait leur entente…) avait acquis grâce à ses échecs une expérience politique qui lui manquait au début de son règne.
Cependant il allait devoir (en particulier avec l'aide de sa marine restaurée) agir sur deux fronts : le front atlantique, qui assurait grâce aux colonies la survie économique de l'Espagne - et le front méditerranéen, que l'ambition de la reine maintenait ouvert.
Patiño Rosales (aidé par son frère Baltasar puis par le marquis de La Paz, qui mourut en 1733) lutta contre le népotisme et la corruption dans l'administration. Philippe V donnait lui-même l'exemple du laisser-aller ; son premier ministre redressa les Finances. De plus il dirigeait la Marine, las Indias (les colonies), les Affaires Étrangères et la Guerre, donc en fait gouvernait.
Comme l'a écrit Martín Fernández de Navarrete : cet administrateur intègre « économisa les deniers royaux, et libéra le peuple des contributions exceptionnelles ; la Maison du Roi fut payée ; l'armée équipée ; les rentes de la Couronne honorées, et el Erario Público (le Trésor Public) acquit une réputation égale à sa richesse ». Ces contributions exceptionnelles, qui en fait étaient devenues pérennes, portaient des noms qui attestaient de leur impopularité : el millón, la alcabala (une taxe sur les ventes)...
Patiño continua son effort en faveur de l’Armada : imitant aussi dans ce domaine Colbert (qui avait jeté les bases de l'Inscription maritime par ses ordonnances de 1668 et 1670), il créa un règlement du recrutement et de l'immatriculation des gens de mer.
En ce qui concerne l'armée de terre, il la renforça de 33 régiments de milice (1733), et créa le Corps des Intendants et le Corps des Invalides.
Pour redresser et protéger le commerce et l'industrie espagnols, Patiño mena une politique protectionniste (ordonnances de 1728). Ainsi, il interdit aux riches de porter des tissus de luxe et des soieries qui n'auraient pas été fabriquées en Espagne, ou importées officiellement. La création et la prospérité de l'industrie catalane des indiennes  date de cette époque.
Patiño poussa les armateurs ibériques à s'associer pour créer, à l'exemple des Français et des Anglais, des Compagnies Commerciales : en 1728, celle de Caracas vit le jour ; en 1723, celle des Philippines ; en 1734, celle de Galice.

### La puissance de la patrie restaurée
L'Espagne, une fois ses forces restaurées put montrer à nouveau sa puissance : 
- les Marocains bloquaient Ceuta depuis des années, les Espagnols débarquèrent et leur firent lever le siège.
- les Anglais, en outrepassant sans gêne la clause du navio de permiso importaient en contrebande une grande quantité de marchandises dans les colonies du royaume : par le Traité de Séville (1729) l'Espagne obtint le droit de visite de tous les bateaux anglais surpris dans les eaux territoriales
- Parme et la Toscane furent reconquises en 1731 par le fils du roi et d'Elizabeth Farnèse, le futur Charles III
- Oran et Mazalquivir (Mers-el-Kébir) furent occupées en 1732
- le premier Pacte de famille fut signé avec la France en 1733
- l'Espagne put faire acte de présence lors de la Guerre de Succession de Pologne, ce qui permit au futur Charles III d'obtenir les royaumes de Naples et de Sicile
- enfin l'Espagne récupéra sur le Portugal le territoire de la Banda Oriental en Amérique du Sud.

### Le conflit inévitable avec l'Angleterre
De 1733 à sa mort en 1736 Patiño Rosales tenta de réguler l'importation en Amérique espagnole de marchandises issues des manufactures anglaises. Mais l'application des conventions commerciales convenues avec l'Angleterre lors de la signature des traités d'Utrecht (et réitérées lors du Traité de Séville en 1729) se heurtait à la mauvaise foi des Britanniques : l'Angleterre voulait s'ouvrir encore plus le marché des colonies espagnoles, voire les conquérir.
Comme l'écrivit Voltaire dans son "Précis du siècle de Louis XV" (chapitre 27): « ...un intérêt plus concret était le but du ministère de Londres. Il voulait forcer l'Espagne à partager le commerce du Nouveau Monde ».
Après l'échec d'une ultime tentative de conciliation (Conférence du Prado 1738), l'Angleterre saisit un prétexte ridicule vieux de sept ans et, en dépit même des tentatives d'apaisement de Robert Walpole, déclara en 1739 la guerre à l'Espagne : ce fut la guerre de l'oreille de Jenkins, qui fut un désastre pour la Grande-Bretagne.

### Reconnaissance tardive et fin de vie
Philippe V, complètement hors de la réalité quotidienne, reconnut bien tardivement la valeur de Patiño : il ne le nomma Secretario del Estado (poste qui de nos jours correspondrait à Président du Conseil) qu'en 1734 et ne le fit Grand d'Espagne qu'en octobre 1736, 2 mois avant sa mort (3 novembre 1736). Il est vrai que Patiño devait compter avec beaucoup d'ennemis : les autonomistes, les Jésuites, le parti aristocratique, les Anglais et les Habsbourgs et leurs partisans…
L'héritage laissé par l'honnête et rigoureux Patiño Rosales s'avéra si modeste que le roi dut payer les funérailles de son Secratario de Estado sur sa cassette et doter sa nièce, la comtesse de Fuenclara.
Le peuple espagnol pleura Patiño Rosales, alors qu'il se réjouit, dix ans plus tard, à la mort de Philippe V...
Le successeur de Patiño fut José del Campillo, qui gouverna l'Espagne de 1736 à 1743 en suivant l'impulsion de son prédécesseur.

## José Patiño Rosales vu par ses contemporains

### Le récit du voyage du Commodore Anson
Richard Walter, chapelain du Centurion qui rédigea un récit du Voyage du Commodore Anson (1740-1744), mentionne Patiño Rosales lorsqu'il décrit (Livre II, chapitre X) le trafic transpacifique assuré par les galions espagnols entre Manille et Acapulco. Avant de décrire comment Anson réussit à capturer le galion de Manille, Walter assure que c'est la Compagnie de Jésus qui a organisé le circuit et utilise les énormes bénéfices qu'il engendre pour étendre son influence temporelle et spirituelle en Asie. Cette mainmise, poursuit Walter, perdure bien que le premier ministre Patiño Rosales ait essayé de faire retomber cette manne dans les coffres royaux...

### Gil Blas de Santillanede Lesage
De 1715 à 1735 (pendant la période d'exercice de Patiño Rosales)  Alain-René Lesage écrivit, continua et remania son Gil Blas de Santillane. Lesage fut un grand connaisseur de l'Espagne et en fit son terrain d'observation favori, ce qui lui permit de brocarder impunément la France selon le principe « ridendo castigat mores ». De même, en décrivant les tribulations de Gil Blas, le séide du duc de Lerme (ministre prévaricateur de Philippe III d'Espagne, qui fut disgracié en 1618 et obligé de rendre gorge), Lesage attire, sans danger pour lui, l'attention de ses contemporains sur la gestion impeccable de Patiño Rosales. Sade n'assurait-il pas avoir voulu dépeindre le vice pour inciter à la vertu?

### Voltaire, dans sonPrécis du Siècle de Louis XV
Voltaire, s'il mentionne abondamment Alberoni, ne cite pas le nom de Patiño, mais note (chapitre 1) que grâce à son successeur, « cependant une partie des projets d'Alberoni commençait à s'effectuer, tant il avait préparé de ressorts ».
Voltaire décrit aussi (chapitre 27) comment les mesures protectionnistes et la restauration de la marine espagnole eurent pour corollaire une réaction hostile de l'Angleterre, la guerre de l'oreille de Jenkins :
« Cette balance (l'équilibre des forces européennes) bien ou mal entendue était devenue la passion du peuple anglais ; mais un intérêt plus concret était le but du ministère de Londres. Il voulait forcer l'Espagne à partager le commerce du Nouveau Monde »
Voltaire décrit par ailleurs (chapitre 9) l’asiento et le navío de permiso, des privilèges commerciaux accordés par l'Espagne à l'Angleterre, qui en abusa et en prit prétexte pour déclencher la guerre de l'oreille de Jenkins.

### Saint-Simon, dans ses «Mémoires»
Saint-Simon cite rapidement Patiño au milieu d'une analyse entomologique de la cour de Philippe V d'Espagne ; s'il s'étend au long de plusieurs chapitres sur les particularités de l'étiquette et la nomenclature des grands d'Espagne, il n'accorde à Patiño que quelques lignes et l'expédie ainsi dans le tome 32, page 3 :
« Alberoni en avait confié le soin (il s'agit de l'invasion de la Sicile en 1718) à Patiño, avec le titre d'Intendant Général de la Marine. C'était l'unique espagnol qu'il eut jamais jugé digne de sa confiance et capable de bien servir. Il avait été dix-huit ans aux Jésuites ; il figura depuis de plus en plus, et est mort enfin Grand d'Espagne et Premier Ministre, avec autant de pouvoir et de probité qu'en avait eu Alberoni. Il se vantait en attendant d'avoir anéanti les conseils, rétabli le commerce et la marine, réparé les places et l'artillerie, construit et augmenté des ports, détruit la Contractation et le Consulat de Séville, bridé pour toujours l'Aragon, et la Catalogne par la construction de la citadelle de Barcelone, et il se vantait de la santé du roi d'Espagne, suffisamment raffermie pour ne ralentir plus l'empressement des puissances étrangères de prendre des engagements avec lui »
Saint-Simon mentionne encore Patiño, du bout des lèvres (tome 15, chapitre XVIII des Mémoires) comme « l'homme de confiance d'Alberoni »... Chiche appréciation pour toute une vie de labeur au service de la patrie. Mais Saint-Simon est encore moins laudatif vis-à-vis de Colbert et de son œuvre (cf note III)...

## Iconographie
- Un portrait de Patiño peut être vu à la page 35 du Catálogo de Pinturas de la Real Academia de la Historia, catalogue dressé par Herbert Gonzalez Zymla et coll., édité par la Real Academia de la Historia à Madrid (2003),  (ISBN 84-95983-26-5).

Il s'agit de la reproduction par un certain Esteban Aparicio d'une œuvre d'un peintre inconnu. La trichromie renforce l'impression d'austérité : fond et habit noirs, linge de cou et manchettes blanches, liséré rouge de la cravate d'un ordre que la main droite, glissée dans l'entrebâillement de l'habit, révèle discrètement. L'homme, qui pourrait être un abbé de cour comme il y en eut tant au XVIIIe siècle, a une cinquantaine d'années. Ses traits réguliers (front haut, grand nez droit, menton accentué), d'une beauté classique, suggèrent la bonté, la volonté, la franchise. L'intelligence, tempérée par une certaine réserve, brille dans les yeux. La bouche accuse néanmoins un discret pli d'amertume. La main gauche tient en évidence, entre l'index et le majeur, une feuille de papier pliée (symbole de l'intellectuel), sur laquelle est peut-être écrite la devise de José Patiño : « Venu pour servir, et non pour être servi ».
- Un autre portrait de Patiño figure en médaillon sur la page d'accueil du site Portal/Armada Española/conocenos_organizacion http:// www. armada.mde.es/ Armada Portal/Armada Española/conocenos_organizacion.

Le ministre tout-puissant a été peint à 70 ans environ, alors qu'il arrive à la fin de sa vie. Il arbore maintenant avec une certaine ostentation la cravate de la Toison d'or, et sur le cœur la plaque ovale d'un ordre (croix verte sur fond blanc). L'habit de soie ardoise est richement orné. Mais le ventre distend le gilet doré, et les traits sont empâtés et affaissés : double menton, nez busqué à la façon des derniers portraits de Louis XIV. Cependant, on peut encore lire sur ses traits fatigués la perspicacité et la volonté. Et aussi un certain contentement de soi, et un orgueil contenu : à la fin de sa vie, le vieux ministre sait qu'il a bien servi l'Espagne, et aussi mené la vie dure à ses ennemis...
- Le BAC (Buque de Abastecimiento de Combate, Bateau d'Approvisionnement de Combat), baptisé Patiño en l'honneur du ministre à qui la Marine de Guerre espagnole doit tant, peut être vu avec ses caractéristiques sur le site Armada Española ainsi que sur www.naval-technology.com/projects/Patino.

## Sources
- WP:sp pour "José Patiño Rosales", et "Secretaria_de_Estado_de_España"
- WP:en (article sur "José Patiño Rosales" fortement inspiré de l'"Encyclopedia Britannica")
- "Encyclopedia Britannica"
- "Dictionnaire Larousse 6 vol."
- "Encyclopédie Larousse 20 vol."
- "Dictionnaire franco-espagnol et espagnol-français" Larousse, collection Saturne.
- Google books
- Wiki sources
- Wikiquote pour "Langue catalane"